# Гориллы в тумане
«Гориллы в тумане» (англ. Gorillas in the Mist) — кинофильм режиссёра Майкла Эптеда, вышедший на экраны 23 сентября 1988 года. Лента основана на одноимённой книге Дайан Фосси.

## Сюжет
Американка Дайан Фосси почти двадцать лет прожила в Центральной Африке, изучая исчезающий вид горных горилл. В 1985 году она была убита при таинственных обстоятельствах на своей исследовательской станции. В фильме рассказывается о её любви к фотографу из журнала National Geographic Бобу Кэмпбеллу и о её борьбе за сохранение редкого вида животных. 
Встревоженная уничтожением горилл из-за их шкур, лап и голов, Фосси отправляется с жалобой в правительство Руанды и отказывается от дальнейшего сотрудничества с ним, но правительственный министр (Вайгва Вачира) обещает нанять команду по борьбе с браконьерством. Разочарование Фосси достигает апогея, когда Диджита, её любимца среди горилл, обезглавливают браконьеры. Она возглавляет многочисленные патрули по борьбе с браконьерством, сжигает деревни браконьеров и даже создаёт инсценировку казни одного из преступников. Сембагар  выражает озабоченность в связи с противодействием Фосси зарождающейся индустрии  туризма, но она беспечно отклоняет его опасения.
27 декабря 1985 года Дайан Фосси убита в спальне  неопознанными нападавшим. На похоронах, где присутствовали Сембагар, Карр и другие соратники, она была предана земле на том же кладбище, где были похоронены Диджит и другие гориллы. Сембагар  символически связывает могилы Фосси и Диджита   камнями в знак того, что их души вместе.
Титры фильма  объясняют, что действия Фосси помогли спасти горилл от вымирания, в то время как её смерть остаётся загадкой.

## В ролях
- Сигурни Уивер — Дайан Фосси
- Брайан Браун — Боб Кэмпбелл
- Джули Харрис — Роз Карр
- Джон Омирах Милуви — Сембагар
- Йен Катбертсон — д-р Луис Лики
- Константин Александров — Ван Вектен
- Иэн Глен — Брендан
- Мэгги О’Нилл[англ.] — Ким
- Дэвид Лансбери — Ларри

## Награды и номинации
- 1988 — попадание в десятку лучших фильмов года по версии Национального совета кинокритиков США.
- 1989 — 5 номинаций на премию «Оскар»: лучшая женская роль (Сигурни Уивер), лучший адаптированный сценарий (Анна Хэмильтон Фелан, Таб Мёрфи), лучший звук (Энди Нельсон, Брайан Сондерс, Питер Хэндфорд), лучшая оригинальная музыка (Морис Жарр), лучший монтаж (Стюарт Бэрд).
- 1989 — премии «Золотой глобус» за лучшую женскую роль в драматическом фильме (Сигурни Уивер) и за лучшую оригинальную музыку (Морис Жарр), а также номинация в категории «лучший фильм — драма».
- 1989 — номинация на премию Гильдии сценаристов США за лучший адаптированный сценарий (Анна Хэмильтон Фелан, Таб Мёрфи).
- 1990 — номинация на премию BAFTA за лучшую операторскую работу (Джон Сил, Алан Рут).